# Gare de Belle-Isle - Bégard
La gare de Belle-Isle - Bégard est une gare ferroviaire française de la ligne de Paris-Montparnasse à Brest, située au lieu-dit La Gare sur le territoire de la commune de Louargat, à proximité du village de Saint-Conéry sur la commune de Pédernec, entre Belle-Isle-en-Terre et Bégard, dans le département des Côtes-d'Armor en région Bretagne.
La station est mise en service en 1865 par la compagnie des chemins de fer de l'Ouest. C'est une halte voyageurs de la Société nationale des chemins de fer français (SNCF) desservie par des trains express régionaux TER Bretagne qui circulent entre Lannion et Guingamp ou Saint-Brieuc. Elle est à 146 km de Rennes.

## Situation ferroviaire
Établie à 154 mètres d'altitude, la gare de Belle-Isle - Bégard est située au point kilométrique (PK) 519,837 de la ligne de Paris-Montparnasse à Brest entre les gares de Guingamp et de Plouaret-Trégor. Elle était auparavant séparée de Guingamp par la halte, aujourd'hui fermée de Pédernec - Tréglamus, et de Plouaret-Trégor par la gare, aujourd'hui fermée de Trégrom.

## Histoire
La station de Belle-Isle - Bégard a été édifiée au hameau de Sainte-Anne entre les deux communes qu'elle doit desservir : Bégard, chef-lieu de canton de 4 182 habitants, à 6 kilomètres au nord et Belle-Isle-en-Terre, chef-lieu de canton de 1 600 habitants, à 8 kilomètres au sud. La Compagnie des chemins de fer de l'Ouest l'a mise en service, sur sa ligne de Paris-Montparnasse à Brest, lors de l'ouverture du tronçon à voie unique de Guingamp à Brest le 19 avril 1865.
En 2010, l'ancienne gare devenue halte SNCF ne possède plus, depuis déjà quelques années, son bâtiment voyageurs et ses voies de services lorsque ses abris de quais sont modernisés dans le cadre du plan de rénovation des gares et arrêts TER établi par le conseil régional de Bretagne.

## Fréquentation
En 2014, selon les estimations de la SNCF, la fréquentation annuelle de la gare est de 2 695 voyageurs.
De 2015 à 2023, selon les estimations de la SNCF, la fréquentation annuelle de la gare s'élève aux nombres indiqués dans le tableau ci-dessous.
| Année     | 2015  | 2016  | 2017  | 2018  | 2019  | 2020  | 2021  | 2022  | 2023  |
| --------- | ----- | ----- | ----- | ----- | ----- | ----- | ----- | ----- | ----- |
| Voyageurs | 3 489 | 2 125 | 2 129 | 1 700 | 1 711 | 2 286 | 2 760 | 2 405 | 3 544 |

## Service des voyageurs

### Accueil
C'est un point d'arrêt non géré (PANG) disposant de panneaux d'informations et d'abris de quais.

### Desserte
Belle-Isle - Bégard est desservie par des trains TER Bretagne qui circulent entre la gare de Lannion et la gare de Saint-Brieuc, du lundi au vendredi, sauf jours fériés, en direction de Guingamp le matin et en direction de Lannion le soir.